# Coupe du monde des nations d'athlétisme 1998
La 7e coupe du monde des nations d'athlétisme s'est déroulée du 11 au 13 septembre 1998 au Johannesburg Stadium à Johannesbourg en Afrique du Sud.

## Résultats
Les athlètes féminines des États-Unis passent de la 8e à la 1re place.
| Place | Pays ou continent | Points |
| ----- | ----------------- | ------ |
| 1     | Afrique           | 111    |
| 2     | Europe            | 110    |
| 3     | Allemagne         | 103    |
| 4     | Amériques         | 98     |
| 5     | Royaume-Uni       | 90     |
| 6     | États-Unis        | 86     |
| 7     | Asie              | 65     |
| 8     | Océanie           | 54     |

| Place | Pays ou continent | Points |
| ----- | ----------------- | ------ |
| 1     | États-Unis        | 96     |
| 2     | Europe            | 94     |
| 3     | Afrique           | 88     |
| 4     | Russie            | 87     |
| 5     | Amériques         | 81     |
| 6     | Allemagne         | 75     |
| 7     | Asie              | 45     |
| 8     | Océanie           | 41     |

## Performances individuelles

### 100 m
| Résultat | Pays ou continent | Athlète            | Performance  |
| -------- | ----------------- | ------------------ | ------------ |
| 1        | AME               | Obadele Thompson   | 9 s 87 (CR)  |
| 2        | AFR               | Seun Ogunkoya      | 9 s 92 (PB)  |
| 3        |                   | Dwain Chambers     | 10 s 03 (PB) |
| 4        |                   | Tim Harden         | 10 s 03 (SB) |
| 5        | OCE               | Matt Shirvington   | 10 s 07 (PB) |
| 6        |                   | Harálabos Papadiás | 10 s 15 (PB) |
| 7        |                   | Marc Blume         | 10 s 30 (PB) |
| 8        | ASI               | Zhou Wei           | 10 s 37      |

| Résultat | Pays ou continent | Athlète            | Performance  |
| -------- | ----------------- | ------------------ | ------------ |
| 1        |                   | Marion Jones       | 10 s 65 (CR) |
| 2        | AME               | Chandra Sturrup    | 10 s 97      |
| 3        | AFR               | Mary Onyali        | 11 s 05 (SB) |
| 4        |                   | Zhanna Pintusevich | 11 s 08      |
| 5        |                   | Irina Privalova    | 11 s 15      |
| 6        |                   | Andrea Philipp     | 11 s 25      |
| 7        | OCE               | Lauren Hewitt      | 11 s 36 (PB) |
| 8        | ASI               | Yan Jiankui        | 11 s 47      |

### 200 m
| Résultat | Pays ou continent | Athlète            | Performance  |
| -------- | ----------------- | ------------------ | ------------ |
| 1        | AFR               | Frankie Fredericks | 19 s 97 (CR) |
| 2        |                   | Gentry Bradley     | 20 s 38 (SB) |
| 3        |                   | Troy Douglas       | 20 s 40 (SB) |
| 4        | ASI               | Kōji Itō           | 20 s 40 (SB) |
| 5        |                   | Douglas Turner     | 20 s 51 (SB) |
| 6        | AME               | Sebastián Keitel   | 20 s 62      |
| 7        | OCE               | Darryl Wohlsen     | 20 s 75      |
| 8        |                   | Manuel Milde       | 20 s 85 (PB) |

| Résultat | Pays ou continent | Athlète            | Performance  |
| -------- | ----------------- | ------------------ | ------------ |
| 1        |                   | Marion Jones       | 21 s 62 (CR) |
| 2        | AFR               | Falilat Ogunkoya   | 22 s 25      |
| 3        |                   | Zhanna Pintusevich | 22 s 35 (SB) |
| 4        | AME               | Beverly McDonald   | 22 s 36      |
| 5        |                   | Irina Privalova    | 22 s 61 (SB) |
| 6        |                   | Melanie Paschke    | 22 s 70 (SB) |
| 7        | OCE               | Tania Van Heer     | 22 s 93      |
| 8        | ASI               | Yan Jiankui        | 23 s 19      |

### 400 m
| Résultat | Pays ou continent | Athlète             | Performance |
| -------- | ----------------- | ------------------- | ----------- |
| 1        |                   | Iwan Thomas         | 45 s 33     |
| 2        |                   | Jerome Young        | 45 s 37     |
| 3        | AME               | Troy McIntosh       | 45 s 45     |
| 4        | AFR               | Clement Chukwu      | 45 s 56     |
| 5        |                   | Ashraf Saber        | 46 s 54     |
| 6        | ASI               | Sugath Tillakaratne | 46 s 70     |
| 7        | OCE               | Patrick Dwyer       | 46 s 99     |
| 8        |                   | Stefan Letzelter    | 47 s 12     |

| Résultat | Pays ou continent | Athlète            | Performance  |
| -------- | ----------------- | ------------------ | ------------ |
| 1        | AFR               | Falilat Ogunkoya   | 49 s 52 (SB) |
| 2        |                   | Grit Breuer        | 49 s 86      |
| 3        | AME               | Sandie Richards    | 50 s 33      |
| 4        |                   | Helena Fuchsová    | 50 s 40      |
| 5        |                   | Olga Kotlyarova    | 51 s 20      |
| 6        |                   | Kim Graham         | 52 s 10      |
| 7        | ASI               | Damayanthi Dharsha | 53 s 30      |
| 8        | OCE               | Jane Arnott        | 54 s 36      |

### 800 m
| Résultat | Pays ou continent | Athlète         | Performance   |
| -------- | ----------------- | --------------- | ------------- |
| 1        |                   | Nils Schumann   | 1 min 48 s 66 |
| 2        |                   | Mark Everett    | 1 min 48 s 73 |
| 3        | AME               | Norberto Tellez | 1 min 48 s 92 |
| 4        | AFR               | Japheth Kimutai | 1 min 49 s 16 |
| 5        |                   | André Bucher    | 1 min 49 s 55 |
| 6        |                   | Andrew Hart     | 1 min 50 s 07 |
| 7        | OCE               | Shaun Farrell   | 1 min 50 s 69 |
| 8        | ASI               | Cheng Bin       | 1 min 53 s 11 |

| Résultat | Pays ou continent | Athlète                | Performance   |
| -------- | ----------------- | ---------------------- | ------------- |
| 1        | AFR               | Maria de Lurdes Mutola | 1 min 59 s 88 |
| 2        |                   | Yelena Afanasyeva      | 2 min 00 s 20 |
| 3        | AME               | Letitia Vriesde        | 2 min 00 s 56 |
| 4        |                   | Jearl Miles-Clark      | 2 min 01 s 58 |
| 5        |                   | Malin Ewerlöf          | 2 min 02 s 61 |
| 6        | ASI               | Zhang Jian             | 2 min 03 s 09 |
| 7        |                   | Heike Meissner         | 2 min 04 s 50 |
| 8        | OCE               | Tamsyn Lewis           | 2 min 06 s 64 |

### 1500 m
| Résultat | Pays ou continent | Athlète            | Performance   |
| -------- | ----------------- | ------------------ | ------------- |
| 1        | AFR               | Laban Rotich       | 3 min 40 s 87 |
| 2        |                   | Rui Silva          | 3 min 40 s 95 |
| 3        |                   | Anthony Whiteman   | 3 min 40 s 99 |
| 4        | ASI               | Mohamed Suleiman   | 3 min 46 s 93 |
| 5        | OCE               | Hamish Christensen | 3 min 48 s 64 |
| 6        |                   | Mark Ostendarp     | 3 min 49 s 56 |
| 7        |                   | Jason Pyrah        | 3 min 52 s 10 |
| 8        | AME               | Steve Agar         | 3 min 57 s 36 |

| Résultat | Pays ou continent | Athlète             | Performance   |
| -------- | ----------------- | ------------------- | ------------- |
| 1        |                   | Svetlana Masterkova | 4 min 09 s 41 |
| 2        | AFR               | Jackline Maranga    | 4 min 10 s 30 |
| 3        |                   | Carla Sacramento    | 4 min 11 s 66 |
| 4        |                   | Suzy Favor-Hamilton | 4 min 12 s 52 |
| 5        |                   | Luminita Zaituc     | 4 min 16 s 80 |
| 6        | AME               | Leah Pells          | 4 min 18 s 37 |
| 7        | OCE               | Mandy Giblin        | 4 min 29 s 50 |
| 8        | ASI               | Liu Jing            | DNS           |

### 3000 m
| Résultat | Pays ou continent | Athlète           | Performance   |
| -------- | ----------------- | ----------------- | ------------- |
| 1        |                   | Dieter Baumann    | 7 min 56 s 24 |
| 2        |                   | Isaac Viciosa     | 7 min 56 s 47 |
| 3        | AFR               | Tom Nyariki       | 7 min 59 s 46 |
| 4        | AME               | Pablo Olmedo      | 8 min 10 s 58 |
| 5        | ASI               | Toshinari Takaoka | 8 min 12 s 19 |
| 6        |                   | Dan Browne        | 8 min 15 s 88 |
| 7        |                   | Neil Caddy        | 8 min 16 s 81 |
| 8        | OCE               | Alan Bunce        | 8 min 20 s 98 |

| Résultat | Pays ou continent | Athlète         | Performance        |
| -------- | ----------------- | --------------- | ------------------ |
| 1        |                   | Gabriela Szabo  | 9 min 00 s 54      |
| 2        | AFR               | Zahra Ouaziz    | 9 min 01 s 35      |
| 3        |                   | Regina Jacobs   | 9 min 11 s 15      |
| 4        | ASI               | Wang Chunmei    | 9 min 14 s 50 (PB) |
| 5        |                   | Olga Yegorova   | 9 min 16 s 72      |
| 6        |                   | Luminita Zaituc | 9 min 18 s 01      |
| 7        | AME               | Kathy Butler    | 9 min 30 s 34      |
| 8        | OCE               | Natalie Harvey  | 9 min 38 s 22      |

### 5000 m
| Résultat | Pays ou continent | Athlète         | Performance    |
| -------- | ----------------- | --------------- | -------------- |
| 1        | AFR               | Daniel Komen    | 13 min 46 s 57 |
| 2        | OCE               | Shaun Creighton | 13 min 53 s 66 |
| 3        |                   | Dieter Baumann  | 13 min 58 s 40 |
| 4        | AME               | Pablo Olmedo    | 14 min 01 s 66 |
| 5        |                   | Keith Cullen    | 14 min 13 s 32 |
| 6        |                   | Dan Browne      | 14 min 22 s 48 |
| 7        |                   | Abdellah Béhar  | 14 min 24 s 41 |
| 8        | ASI               | Chand Gulab     | DNF            |

| Résultat | Pays ou continent | Athlète            | Performance    |
| -------- | ----------------- | ------------------ | -------------- |
| 1        |                   | Sonia O'Sullivan   | 16 min 24 s 52 |
| 2        |                   | Regina Jacobs      | 16 min 26 s 24 |
| 3        | AFR               | Berhane Adere      | 16 min 38 s 81 |
| 4        | AME               | Nora Rocha         | 16 min 44 s 60 |
| 5        |                   | Irina Mikitenko    | 16 min 46 s 60 |
| 6        | ASI               | Liu Shixiang       | 16 min 51 s 74 |
| 7        |                   | Svetlana Baigulova | 17 min 00 s 29 |
| 8        | OCE               | Melissa Moon       | 17 min 10 s 48 |

### 3000 m steeple
| \| Résultat \| Pays ou continent \| Athlète \| Performance \| \| -------- \| ----------------- \| ----------------------- \| ------------- \| \| 1 \| \| Damian Kallabis \| 8 min 31 s 25 \| \| 2 \| AFR \| Bernard Barmasai \| 8 min 31 s 85 \| \| 3 \| ASI \| Saad Al-Asmari \| 8 min 39 s 69 \| \| 4 \| \| Alessandro Lambruschini \| 8 min 54 s 10 \| \| 5 \| \| Christian Stephenson \| 8 min 55 s 67 \| \| 6 \| AME \| Wander do Prado Moura \| 8 min 59 s 06 \| \| 7 \| \| Pascal Dobert \| 9 min 08 s 36 \| \| 8 \| OCE \| Stephen Thurston \| 9 min 37 s 13 \| |                   |                         |               |
| Résultat | Pays ou continent | Athlète                 | Performance   |
| 1 |                   | Damian Kallabis         | 8 min 31 s 25 |
| 2 | AFR               | Bernard Barmasai        | 8 min 31 s 85 |
| 3 | ASI               | Saad Al-Asmari          | 8 min 39 s 69 |
| 4 |                   | Alessandro Lambruschini | 8 min 54 s 10 |
| 5 |                   | Christian Stephenson    | 8 min 55 s 67 |
| 6 | AME               | Wander do Prado Moura   | 8 min 59 s 06 |
| 7 |                   | Pascal Dobert           | 9 min 08 s 36 |
| 8 | OCE               | Stephen Thurston        | 9 min 37 s 13 |

### 100/110 m haies
| Résultat | Pays ou continent | Athlète       | Performance |
| -------- | ----------------- | ------------- | ----------- |
| 1        |                   | Falk Balzer   | 13 s 10     |
| 2        |                   | Colin Jackson | 13 s 11     |
| 3        | AME               | Anier García  | 13 s 14     |
| 4        |                   | Robin Korving | 13 s 25     |
| 5        | ASI               | Chen Yanhao   | 13 s 49     |
| 6        | OCE               | Rod Zuyderwyk | 13 s 78     |
| 7        | AFR               | Shaun Bownes  | 21 s 33     |
| 8        |                   | Reggie Torian | 30 s 29     |

| Résultat | Pays ou continent | Athlète               | Performance |
| -------- | ----------------- | --------------------- | ----------- |
| 1        | AFR               | Glory Alozie          | 12 s 58 (w) |
| 2        |                   | Angie Vaughn          | 12 s 67     |
| 3        |                   | Irina Korotya         | 12 s 77     |
| 4        | AME               | Dionne Rose           | 12 s 78     |
| 5        |                   | Caren Soon            | 12 s 87     |
| 6        | OCE               | Debbie Edwards        | 13 s 30     |
| 7        |                   | Nicole Ramalalanirina | DNF         |
| 8        | ASI               | Olga Shishigina       | DNF         |

### 400 m haies
| Résultat | Pays ou continent | Athlète           | Performance  |
| -------- | ----------------- | ----------------- | ------------ |
| 1        | AFR               | Samuel Matete     | 48 s 08 (SB) |
| 2        | ASI               | Mubarak Al-Nubi   | 48 s 17 (PB) |
| 3        | AME               | Dinsdale Morgan   | 48 s 40      |
| 4        |                   | Pawel Januszewski | 48 s 49      |
| 5        |                   | Joey Woody        | 48 s 55      |
| 6        |                   | Steffen Kolb      | 49 s 77      |
| 7        |                   | Anthony Borsumato | 49 s 86      |
| 8        | OCE               | Zid Abou Hamed    | 50 s 50      |

| Résultat | Pays ou continent | Athlète        | Performance  |
| -------- | ----------------- | -------------- | ------------ |
| 1        | AFR               | Nezha Bidouane | 52 s 96 (CR) |
| 2        | AME               | Deon Hemmings  | 53 s 03 (SB) |
| 3        |                   | Kim Batten     | 53 s 17      |
| 4        |                   | Ionela Târlea  | 54 s 01      |
| 5        |                   | Silvia Rieger  | 54 s 22 (PB) |
| 6        |                   | Anna Knoroz    | 56 s 09      |
| 7        | ASI               | Li Rui         | 57 s 64      |
| 8        | OCE               | Evette Cordy   | 58 s 00      |

### Saut en hauteur
| Résultat | Pays ou continent | Athlète             | Performance |
| -------- | ----------------- | ------------------- | ----------- |
| 1        |                   | Charles Austin      | 2,31 m      |
| 2        | AME               | Javier Sotomayor    | 2,28 m      |
| 3        |                   | Sergey Klyugin      | 2,28 m      |
| 4        |                   | Martin Buss         | 2,25 m      |
| 5        | ASI               | Zhou Zhongge        | 2,15 m      |
| =6       | OCE               | Nick Moroney        | 2,10 m      |
| =6       | AFR               | Abderrahmane Hammad | 2,10 m      |
| =6       |                   | Dalton Grant        | 2,10 m      |

| Résultat | Pays ou continent | Athlète              | Performance |
| -------- | ----------------- | -------------------- | ----------- |
| 1        |                   | Monica Dinescu-Iagăr | 1,98 m      |
| 2        | AFR               | Hestrie Storbeck     | 1,96 m (PB) |
| 3        |                   | Tisha Waller         | 1,93 m      |
| 4        |                   | Yelena Gulyayeva     | 1,93 m      |
| 5        | ASI               | Miki Imai            | 1,93 m      |
| 6        |                   | Alina Astafei        | 1,90 m      |
| 7        | OCE               | Alison Inverarity    | 1,85 m      |
| 8        | AME               | Juana Rosario        | 1,85 m      |

### Saut à la perche
| \| Résultat \| Pays ou continent \| Athlète \| Performance \| \| -------- \| ----------------- \| --------------- \| ----------- \| \| 1 \| \| Maksim Tarasov \| 5,85 m \| \| 2 \| \| Tim Lobinger \| 5,80 m \| \| 3 \| \| Jeff Hartwig \| 5,70 m \| \| 4 \| ASI \| Igor Potapovich \| 5,60 m \| \| 5 \| AFR \| Riaan Botha \| 5,60 m \| \| 6 \| \| Mike Edwards \| 5,40 m \| \| 7 \| OCE \| Paul Burgess \| 5,20 m \| \| 8 \| AME \| Ricardo Diez \| 5,00 m \| |                   |                 |             |
| Résultat | Pays ou continent | Athlète         | Performance |
| 1 |                   | Maksim Tarasov  | 5,85 m      |
| 2 |                   | Tim Lobinger    | 5,80 m      |
| 3 |                   | Jeff Hartwig    | 5,70 m      |
| 4 | ASI               | Igor Potapovich | 5,60 m      |
| 5 | AFR               | Riaan Botha     | 5,60 m      |
| 6 |                   | Mike Edwards    | 5,40 m      |
| 7 | OCE               | Paul Burgess    | 5,20 m      |
| 8 | AME               | Ricardo Diez    | 5,00 m      |

### Saut en longueur
| Résultat | Pays ou continent | Athlète         | Performance |
| -------- | ----------------- | --------------- | ----------- |
| 1        | AME               | Iván Pedroso    | 8,37 m      |
| 2        | OCE               | Jai Taurima     | 8,32 m (PB) |
| 3        | AFR               | Hassine Moursal | 8,26 m (PB) |
| 4        |                   | Kirill Sosunov  | 8,08 m      |
| 5        |                   | Roland McGhee   | 7,79 m      |
| 6        | ASI               | Masaki Morinaga | 7,76 m      |
| 7        |                   | Kofi Amoah Prah | 7,75 m      |
| 8        |                   | Steve Phillips  | 7,66 m      |

| Résultat | Pays ou continent | Athlète          | Performance |
| -------- | ----------------- | ---------------- | ----------- |
| 1        |                   | Heike Drechsler  | 7,07 m      |
| 2        |                   | Marion Jones     | 7,00 m      |
| 3        | ASI               | Guan Yingnan     | 6,74 m      |
| 4        |                   | Lyudmila Galkina | 6,73 m      |
| 5        |                   | Tunde Vaszi      | 6,72 m      |
| 6        | OCE               | Nicole Boegman   | 6,64 m      |
| 7        | AFR               | Chioma Ajunwa    | 6,62 m      |
| 8        | AME               | Flora Hyacinth   | 6,02 m      |

### Triple saut
| Résultat | Pays ou continent | Athlète         | Performance  |
| -------- | ----------------- | --------------- | ------------ |
| 1        |                   | Charles Friedek | 17,42 m (SB) |
| 2        |                   | Denis Kapustin  | 17,32 m      |
| 3        | AME               | Yoelbi Quesada  | 17,25 m      |
| 4        | AFR               | Andrew Owusu    | 17,21 m      |
| 5        |                   | LaMark Carter   | 17,20 m      |
| 6        | OCE               | Andrew Murphy   | 16,89 m (SB) |
| 7        |                   | Larry Achike    | 16,69 m      |
| 8        | ASI               | Duan Qifeng     | 14,09 m      |

| Résultat | Pays ou continent | Athlète                 | Performance  |
| -------- | ----------------- | ----------------------- | ------------ |
| 1        |                   | Olga Vasdeki            | 14,64 m (CR) |
| 2        |                   | Tatyana Lebedeva        | 14,36 m      |
| 3        | AME               | Yamilé Aldama           | 14,29 m      |
| 4        | ASI               | Ren Ruiping             | 14,04 m      |
| 5        |                   | Sheila Hudson-Strudwick | 13,76 m (SB) |
| 6        | AFR               | Baya Rahouli            | 13,69 m      |
| 7        | OCE               | Nicole Mladenis         | 12,86 m      |
| 8        |                   | Nkechi Madubuko         | 12,76 m      |

### Lancer du poids
| Résultat | Pays ou continent | Athlète            | Performance  |
| -------- | ----------------- | ------------------ | ------------ |
| 1        |                   | John Godina        | 21,48 m      |
| 2        |                   | Aleksandr Bagach   | 20,45 m      |
| 3        |                   | Oliver-Sven Buder  | 20,42 m      |
| 4        | AFR               | Burger Lambrechts  | 20,29 m (PB) |
| 5        |                   | Mark Proctor       | 19,66 m      |
| 6        | AME               | Yojer Medina       | 19,08 m      |
| 7        | OCE               | Justin Anlezark    | 18,26 m      |
| 8        | ASI               | Bilal Saad Mubarak | 18,21 m      |

| Résultat | Pays ou continent | Athlète             | Performance |
| -------- | ----------------- | ------------------- | ----------- |
| 1        |                   | Vita Pavlysh        | 20,59 m     |
| 2        |                   | Irina Korzhanenko   | 19,04 m     |
| 3        |                   | Connie Price-Smith  | 18,79 m     |
| 4        | AME               | Yumileidi Cumbá     | 18,76 m     |
| 5        | ASI               | Li Meisu            | 18,00 m     |
| 6        |                   | Nadine Kleinert     | 17,60 m     |
| 7        | OCE               | Tania Lutton        | 15,73 m     |
| 8        | AFR               | Mariam Nnodu-Ibekwe | 15,60 m     |

### Lancer du disque
| Résultat | Pays ou continent | Athlète           | Performance  |
| -------- | ----------------- | ----------------- | ------------ |
| 1        |                   | Virgilijus Alekna | 69,66 m (CR) |
| 2        |                   | Lars Riedel       | 67,47 m      |
| 3        | AFR               | Frantz Kruger     | 65,73 m (PB) |
| 4        |                   | John Godina       | 65,15 m      |
| 5        |                   | Robert Weir       | 64,39 m (SB) |
| 6        | AME               | Alexis Elizalde   | 62,53 m      |
| 7        | ASI               | Li Shaojie        | 61,37 m      |
| 8        | OCE               | Ian Winchester    | 60,56 m      |

| Résultat | Pays ou continent | Athlète            | Performance |
| -------- | ----------------- | ------------------ | ----------- |
| 1        |                   | Franka Dietzsch    | 67,07 m     |
| 2        |                   | Nicoleta Grasu     | 66,25 m     |
| 3        |                   | Natalya Sadova     | 64,38 m     |
| 4        | OCE               | Beatrice Faumuina  | 63,77 m     |
| 5        | ASI               | Liu Fengying       | 60,42 m     |
| 6        |                   | Kristin Kuehl      | 59,88 m     |
| 7        | AFR               | Elizna Naudé       | 51,39 m     |
| 8        | AME               | Elisângela Adriano | 51,26 m     |

### Lancer de marteau
| \| Résultat \| Pays ou continent \| Athlète \| Performance \| \| -------- \| ----------------- \| ------------------ \| ------------ \| \| 1 \| \| Tibor Gecsek \| 82,68 m (CR) \| \| 2 \| \| Heinz Weis \| 80,13 m \| \| 3 \| ASI \| Andrey Abduvaliyev \| 79,40 m \| \| 4 \| AME \| Alberto Sánchez \| 73,71 m \| \| 5 \| \| Mick Jones \| 72,89 m \| \| 6 \| \| Jud Logan \| 70,51 m \| \| 7 \| AFR \| Chris Harmse \| 68,34 m \| \| 8 \| OCE \| Justin McDonald \| 59,62 m \| |                   |                    |              |
| Résultat | Pays ou continent | Athlète            | Performance  |
| 1 |                   | Tibor Gecsek       | 82,68 m (CR) |
| 2 |                   | Heinz Weis         | 80,13 m      |
| 3 | ASI               | Andrey Abduvaliyev | 79,40 m      |
| 4 | AME               | Alberto Sánchez    | 73,71 m      |
| 5 |                   | Mick Jones         | 72,89 m      |
| 6 |                   | Jud Logan          | 70,51 m      |
| 7 | AFR               | Chris Harmse       | 68,34 m      |
| 8 | OCE               | Justin McDonald    | 59,62 m      |

### Lancer de javelot
| Résultat | Pays ou continent | Athlète           | Performance  |
| -------- | ----------------- | ----------------- | ------------ |
| 1        |                   | Steve Backley     | 88,71 m (CR) |
| 2        |                   | Sergey Makarov    | 86,96 m (SB) |
| 3        |                   | Raymond Hecht     | 84,92 m      |
| 4        | AFR               | Marius Corbett    | 83,53 m      |
| 5        | AME               | Emeterio González | 80,72 m      |
| 6        | OCE               | Adrian Hatcher    | 73,75 m      |
| 7        | ASI               | Zhang Lianbiao    | 68,35 m      |
| 8        |                   | Ed Kaminski       | DNS          |

| Résultat | Pays ou continent | Athlète            | Performance  |
| -------- | ----------------- | ------------------ | ------------ |
| 1        | OCE               | Joanna Stone       | 69,85 m (PB) |
| 2        | AME               | Sonia Bisset       | 65,50 m      |
| 3        |                   | Mikaela Ingberg    | 64,24 m      |
| 4        |                   | Tatyana Shikolenko | 63,77 m      |
| 5        |                   | Tanja Damaske      | 62,51 m      |
| 6        | ASI               | Li Lei             | 59,45 m      |
| 7        |                   | Windy Dean         | 52,46 m      |
| 8        | AFR               | Lindy Leveau       | 43,18 m      |

### Relais 4 × 100 m
| Résultat | Pays ou continent | Athlète                                                           | Performance |
| -------- | ----------------- | ----------------------------------------------------------------- | ----------- |
| 1        |                   | Allyn Condon Marlon Devonish Julian Golding Dwain Chambers        | 38 s 09     |
| 2        |                   | Jonathan Carter Curtis Perry Allen Johnson Tim Harden             | 38 s 25     |
| 3        | AFR               | Seun Ogunkoya Leonard Myles-Mills Frankie Fredericks Eric Nkansah | 38 s 29     |
| 4        | AME               | Bradley McCuaig Édson Ribeiro Sebastián Keitel Claudinei da Silva | 38 s 33     |
| 5        | OCE               | Darryl Wohlsen Damien Marsh David Baxter Matt Shirvington         | 38 s 78     |
| 6        |                   | Thierry Lubin Frédéric Krantz Christophe Cheval Needy Guims       | 38 s 80     |
| 7        |                   | Patrick Schneider Holger Blume Manuel Milde Marc Blume            | 38 s 89     |
| 8        | ASI               | Zhou Wei Lin Wei Yin Hanzhao Han Chaoming                         | 39 s 35     |

| Résultat | Pays ou continent | Athlète                                                          | Performance |
| -------- | ----------------- | ---------------------------------------------------------------- | ----------- |
| 1        |                   | Cheryl Taplin Chryste Gaines Inger Miller Carlette Guidry-White  | 42 s 00     |
| 2        | AME               | Tayna Lawrence Chandra Sturrup Beverly McDonald Philomena Mensah | 42 s 44     |
| 3        |                   | Melanie Paschke Gabi Rockmeier Birgit Rockmeier Andrea Philipp   | 42 s 81     |
| 4        | AFR               | Chioma Ajunwa Endurance Ojokolo Rose Aboaja Mary Onyali          | 42 s 91     |
| 5        |                   | Irina Privalova Oksana Ekk Natalya Voronova Irina Korotya        | 43 s 11     |
| 6        | OCE               | Tania Van Heer Lauren Hewitt Sharon Cripps Anna Smythe           | 43 s 40     |
| 7        |                   | Katia Benth Frédérique Bangué Fabé Dia Petya Pendareva           | 43 s 70     |
| 8        | ASI               | Saraswati Dey Rachita Mistry E.B. Shyla Yan Jiankui              | 47 s 12     |

### Relais 4 × 400 m
| Résultat | Pays ou continent | Athlète                                                               | Performance   |
| -------- | ----------------- | --------------------------------------------------------------------- | ------------- |
| 1        |                   | Mark Hylton Jamie Baulch Sean Baldock Iwan Thomas                     | 2 min 59 s 71 |
| 2        | AME               | Michael McDonald Troy McIntosh Alejandro Cárdenas Roxbert Martin      | 2 min 59 s 77 |
| 3        | AFR               | Clement Chukwu Ibrahima Wade Arnaud Malherbe Davis Kamoga             | 3 min 01 s 08 |
| 4        |                   | Klaus Ehmsperger Jens Dautzenberg Marc Alexander Scheer Nils Schumann | 3 min 03 s 65 |
| 5        | ASI               | Ibrahim Ismail Faraj Sugath Tillakaratne Kenji Tabata Masayoshi Kan   | 3 min 03 s 94 |
| 6        |                   | Konstadínos Kedéris Marc Foucan Marco Vaccari Pawel Januszewski       | 3 min 03 s 95 |
| 7        | OCE               | Casey Vincent Michael Hazel Scott Thom Brad Jamieson                  | 3 min 08 s 57 |
| DSQ      |                   | Mark Everett Antonio Pettigrew Joey Woody Jerome Young                | 2 min 59 s 28 |

| Résultat | Pays ou continent | Athlète                                                                           | Performance   |
| -------- | ----------------- | --------------------------------------------------------------------------------- | ------------- |
| 1        |                   | Anke Feller Uta Rohländer Ulrike Urbansky Grit Breuer                             | 3 min 24 s 26 |
| 2        | AME               | Norfalia Carabalí Deon Hemmings Andrea Blackett Sandie Richards                   | 3 min 24 s 39 |
| 3        |                   | Natalya Khrushchelyova Svetlana Goncharenko Yekaterina Bakhvalova Olga Kotlyarova | 3 min 25 s 15 |
| 4        |                   | Monique Hennagan Rochelle Stevens Kim Graham Jearl Miles Clark                    | 3 min 25 s 34 |
| 5        |                   | Ionela Târlea Yelena Rurak Tetyana Tereshchuk Helena Fuchsová                     | 3 min 26 s 34 |
| 6        | OCE               | Lee Naylor Anna Smythe Tamsyn Lewis Tania Van Heer                                | 3 min 31 s 67 |
| 7        | AFR               | Ony Paule Ratsimbazafy Amy Mbacke Thiam Tacko Diouf Falilat Ogunkoya              | 3 min 35 s 28 |
| 8        | ASI               | Li Rui Chen Yuxiang Svetlana Bodritskaya Damayanthi Dharsha                       | 3 min 43 s 60 |

## Légende
Records et Performances
- AR : Record continental (area record)
- CR : Record des championnats (championship record)
- MR : Record du meeting (meet record)
- NR : Record national (national record)
- OR : Record olympique (olympic record)
- PR : Record paralympique (paralympic record)
- PB : Record personnel (personal best)
- SB : Meilleure performance personnelle de la saison (season's best)
- WL : Meilleure performance mondiale de l'année (world leader)
- WJR : Record du monde junior (world junior record)
- WR : Record du monde (world record)

Circonstances et Conditions
- DNF : N'a pas terminé (did not finish)
- DNS : N'a pas pris le départ (did not start)
- DQ : Disqualification (disqualification)
- NM : Aucun essai valable enregistré (No Mark)
- Q : Qualifié « directement » au prochain tour (ou à la prochaine compétition), lors d'une compétition majeure, grâce au classement ou à la réalisation des minima (automatic qualifier)
- q : Qualifié au prochain tour (ou à la prochaine compétition), lors d'une compétition majeure, grâce au repêchage ou à la réalisation de l'une des meilleures performances parmi celles des « non qualifiés directement » (grâce au meilleur temps ou à la meilleure distance par exemple) (secondary qualifier)